# Quercus depressa
Quercus depressa är en bokväxtart som beskrevs av Aimé Bonpland. Quercus depressa ingår i släktet ekar, och familjen bokväxter. IUCN kategoriserar arten globalt som livskraftig. Inga underarter finns listade.